# Clero

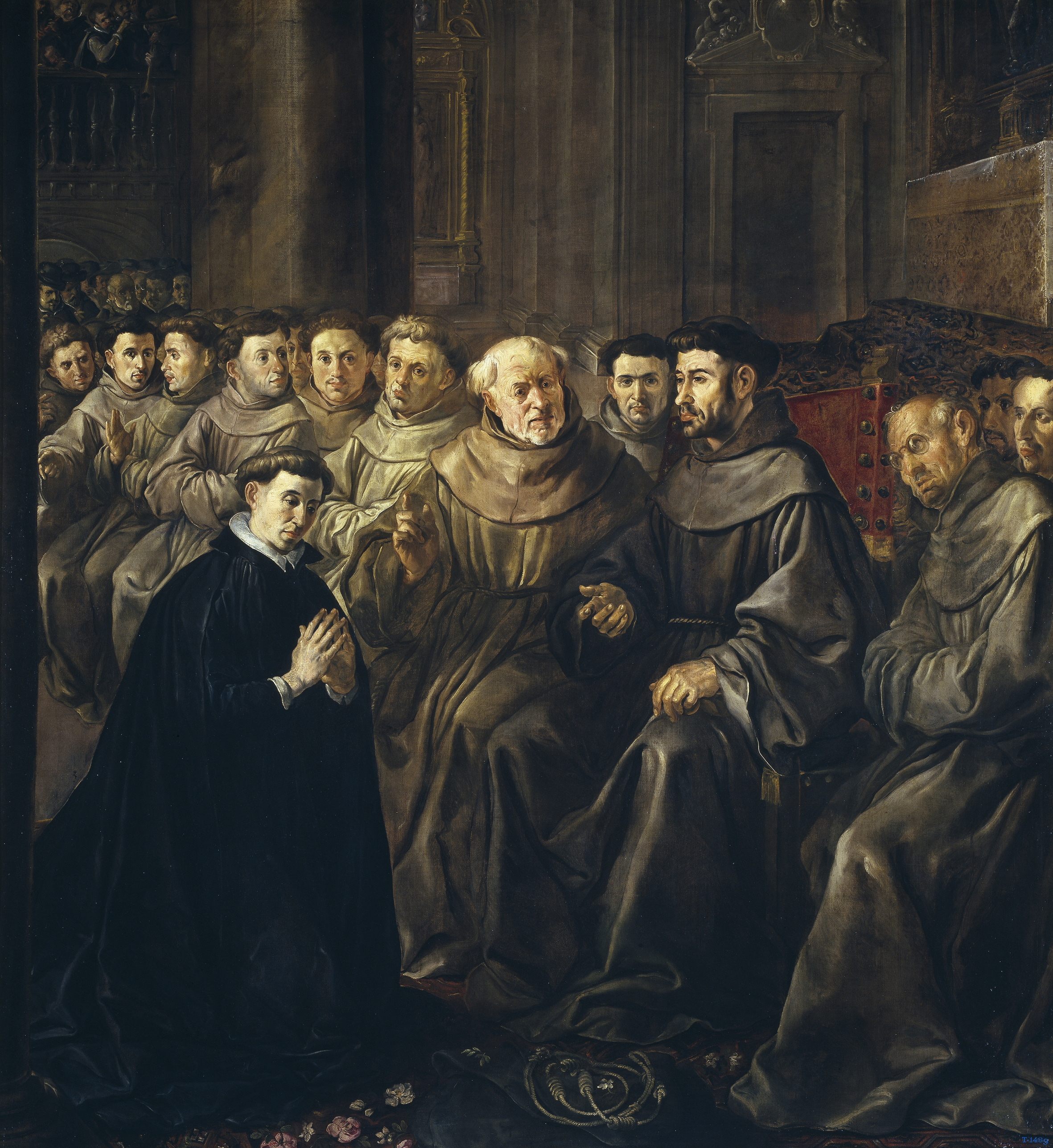
San Buenaventura recibe el hábito de San Francisco, por Francisco de Herrera (1628). Museo del Prado. La obra muestra diferentes personajes del clero del

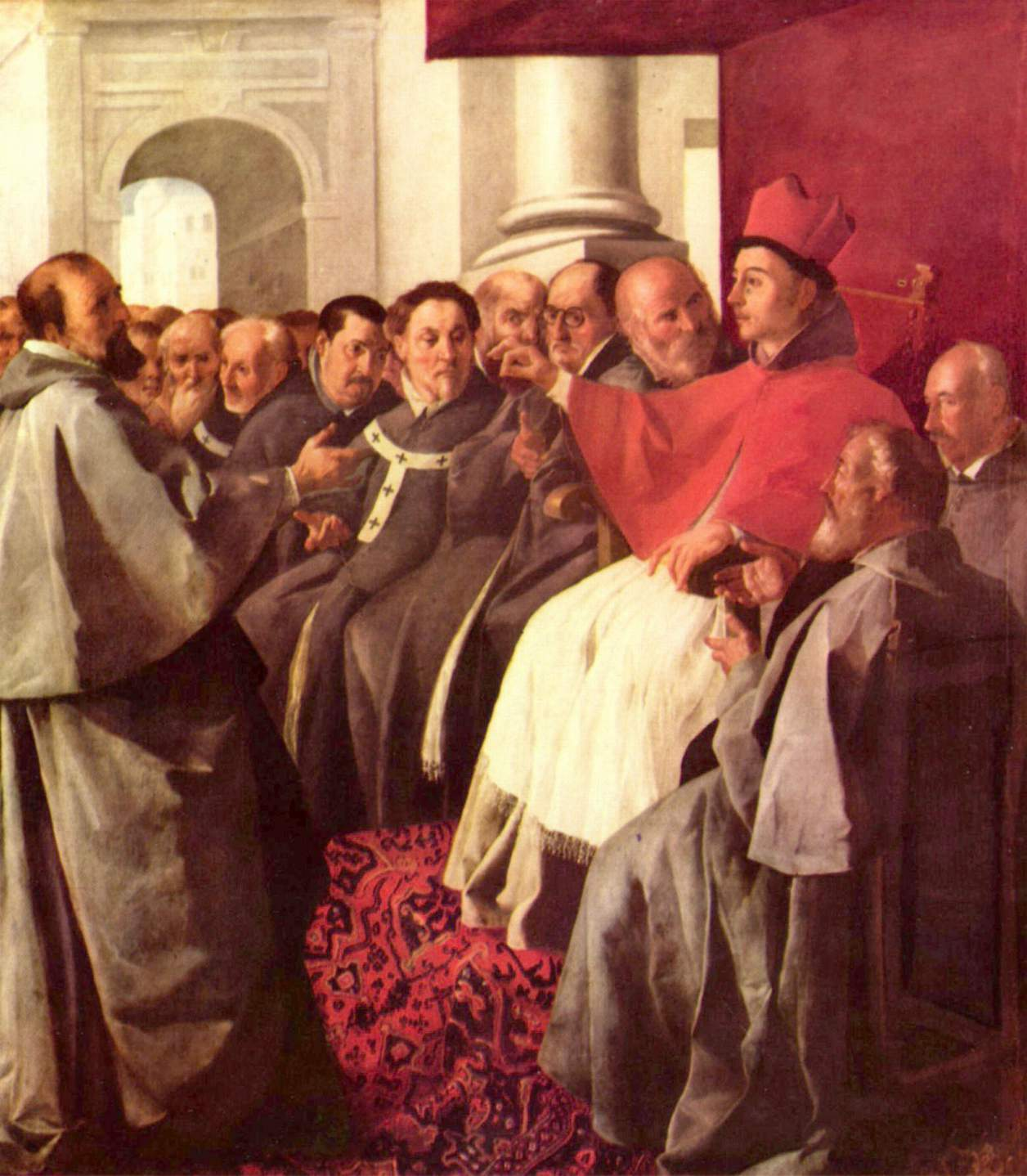
San Buenaventura en el Concilio de Lyon. Francisco de Zurbarán, 1629

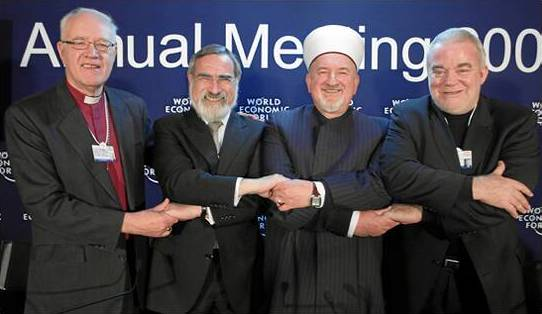
Clero de diferentes religiones.

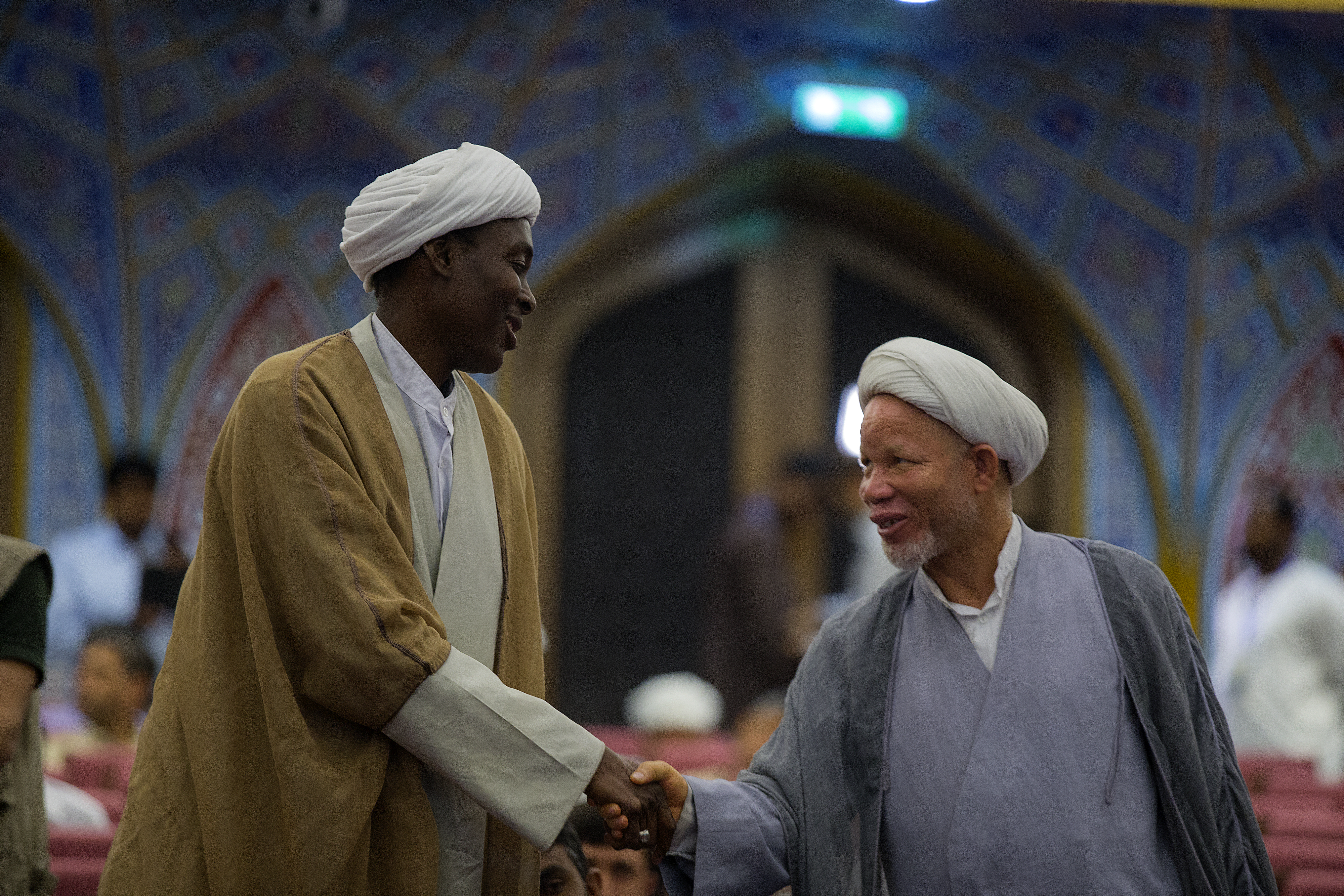
Clérigos musulmanes.

Clero es el nombre colectivo que engloba de forma general a los que han sido ordenados en el servicio religioso: obispos, presbíteros y diáconos. El nombre individual es clérigo.

## Etimología
La palabra clérigo procede del latín eclesiástico Clericus, para los pertenecientes a la clase sacerdotal. A su vez, la fuente de la palabra latina procede del griego eclesiástico Klerikos (κληρικός), que significa perteneciente a una herencia, en referencia a que los sacerdotes levitas del Antiguo Testamento no tenían más herencia que el Señor. "Clero" procede de dos palabras del francés antiguo, clergié y clergie, que se refieren a las personas con erudición y derivan del latín medieval clericatus, del latín tardío clericus (la misma palabra de la que deriva "clérigo"). "Clérigo", que solía significar ordenado al ministerio, también deriva de clericus. En la Edad Media, la lectura y la escritura eran dominio casi exclusivo de la clase sacerdotal, y ésta es la razón de la estrecha relación de estas palabras. Dentro del cristianismo, especialmente en el cristianismo oriental y anteriormente en el catolicismo romano occidental, el término clérigo se refiere a cualquier individuo que ha sido ordenado, incluyendo diáconos, sacerdotes y obispos.  En la Catolicismo latino, la tonsura era un requisito previo para recibir cualquiera de las órdenes menores u órdenes mayores antes de que la tonsura, las órdenes menores y el subdiaconado fueran abolidos tras el Concilio Vaticano II.  Ahora, el estado clerical está ligado a la recepción del diaconado. Las Órdenes Menores todavía se dan en las Iglesias Católicas Orientales, y los que reciben esas órdenes son 'clérigos menores'.
El uso de la palabra clérigo también es apropiado para los clérigos menores de la Ortodoxa Oriental que están tonsurados para no trivializar órdenes como las de Lector en la Iglesia Oriental, o para los que están tonsurados pero no tienen órdenes menores o mayores. Es en este sentido que la palabra entró en la lengua árabe, más comúnmente en el Líbano a partir del francés, como kleriki (o, alternativamente, cleriki) que significa "seminarista". Todo ello en consonancia con los conceptos ortodoxos orientales de clero, que siguen incluyendo a quienes aún no han recibido, o no tienen previsto recibir, el diaconado.
Un sacerdocio es un cuerpo de sacerdotes, chamanes u oráculos que tienen una autoridad o función religiosa especial. El término sacerdote deriva del griego presbítero (πρεσβύτερος, presbýteros, anciano o mayor), pero suele utilizarse en el sentido de sacerdos en particular, es decir, para los clérigos que realizan ritual dentro de la esfera de lo sagrado o numinoso comunicándose con los dioses en nombre de la comunidad.

## Clero en la Iglesia católica y ortodoxa
Pertenecientes a la Iglesia católica y a la Iglesia ortodoxa, el clero generalmente se dedica a los diversos aspectos del ritual religioso, o liturgia, la enseñanza o la predicación, y la administración de los sacramentos. A menudo se ocupan de los grandes acontecimientos de la vida mediante rituales con signos como los nacimientos, el bautismo, la confirmación, el matrimonio, o la muerte como paso hacia la vida eterna. El clero de la mayor parte de religiones actúa dentro y en ocasiones fuera de los lugares de culto, y se les puede encontrar realizando su labor en hospitales, escuelas, misiones, e incluso en el ejército (clero castrense).
Hay una diferencia importante entre el clero y los teólogos. Los primeros se ocupan de la práctica del culto, mientras que los teólogos son los estudiosos de la religión y la teología, y no son necesariamente clérigos.
El clero está protegido por leyes especiales en muchos países (fuero eclesiástico) y en muchos casos, financiado (o cofinanciado) por el Estado, aunque generalmente sus recursos provienen en su mayoría de las donaciones de sus fieles. La confesionalidad del estado o la total separación Iglesia-Estado pueden tener muy distintas situaciones intermedias.
En el catolicismo el clero incluye religiosos de diverso tipo, desde el sacerdote de una pequeña parroquia, al obispo de una diócesis, hasta el monje de una abadía, o a la alta jerarquía de la Iglesia de Roma. Cualquiera que reciba las órdenes sagradas del sacerdocio o diaconado, por tanto los religiosos no ordenados no forman parte del clero pero sí de la Iglesia al igual que todos los bautizados. Debido a esto las religiosas no forman parte del clero, porque tanto en la Iglesia católica como en la Ortodoxa, y en las demás iglesias orientales, no existe el sacerdocio femenino. En la Iglesia Anglicana está admitido el sacerdocio femenino, pero rehúsan el término clérigo prefiriendo el de pastor o "pastora".
El alto clero (Arzobispos, Obispos, Cardenales, Abades y Canónigos) ostentaba en el Antiguo Régimen la condición de estamento privilegiado. Dado que lo compartía con la nobleza pero era reconocido, teórica y tradicionalmente, como el primero en rango y honor, constituía el llamado primer estado (y de ahí la nobleza era el segundo estado).
En el catolicismo la diferencia esencial dentro del clero se establece entre el clero regular y el clero secular. Esta división se mantiene tanto en el clero católico como el ortodoxo. En la Reforma protestante en las denominaciones históricas se mantiene el clero regular, a pesar de que se estableció el sacerdocio universal, dejando en claro que la misma existencia de un clero como clase diferente del resto de los fieles dejó de tener sentido en alguna de las Iglesias reformadas, aunque en otras se mantuvo con una clara jerarquía, como en las luteranas y en la Comunión anglicana. En esta última confesión, a pesar de considerarse protestante, también existe clero regular.
La oposición terminológica entre los ámbitos religioso (vida consagrada) y clerical (órdenes sagradas) se da entre dos términos que tienen una gran parte del campo semántico en común, en el uso habitual y en literatura. Todavía más confusión o equivocidad tendría la terna clérigo/eclesiástico/religioso. La distinción entre los tria genera hominu: praelati, continentes y conjugati (clero secular, clero regular -o vida consagrada- y laicos) se venía explicitando desde la Antigüedad Tardía y los primeros siglos medievales, por autores como San Agustín y San Gregorio Magno.

## Clero secular
Es el que vive "en el siglo", es decir, dentro del pueblo sometido a sus leyes humanas, y administra los sacramentos. También se le llama diocesano (derivado de 'diócesis'). Su organización jerárquica parte del papa -de los patriarcas en la Iglesia ortodoxa-, continúa con los obispos, presbíteros y diáconos. No forman parte del clero lo que antiguamente se llamaban órdenes menores, hoy día extintas, como el ostiario.
A pesar de que se llame cura al presbítero en general, solamente son curas los que tienen a su cargo la cura de almas, es decir, los que tienen nombramiento como párrocos en una determinada parroquia, aunque hoy día se aplique a cualquier presbítero en general. Asimismo, el término sacerdote no se aplica solamente al presbítero sino también al obispo. Sin embargo, a pesar de no tener que ver con la condición de clérigo ni con el orden sacerdotal, existen otros títulos que se aplican sobre el clero (en sus tres órdenes), como el de arcipreste, canónigo, magistral, capellán, prelado, cardenal, vicario, beneficiario, arzobispo, exorcista, entre otros muchos.
El celibato eclesiástico del clero secular, que no existió durante los primeros siglos del cristianismo y que no se aplica en la iglesia ortodoxa ni en algunos ritos orientales de obediencia católica (o a título individual por algunos casos en la Iglesia católica de rito occidental),[cita requerida] es uno de los temas más controvertidos en la actualidad (movimiento por el celibato opcional), así como la ordenación de las mujeres o de los homosexuales en algunas iglesias reformadas. No hay que confundir el celibato con el voto de castidad del clero regular.
San Juan María Vianney, el santo cura de Ars fue designado como patrono del clero secular por Pío XI en 1925.

## Clero regular
Es el que sigue una regla monástica, y no es secular porque vive fuera del siglo, es decir, fuera de la sociedad de los hombres. En su origen se iban al desierto (en las afueras de las ciudades egipcias del siglo IV y V) tanto individualmente (anacoretas o eremitas, algunas subidos a un árbol o una columna: dendritas o estilitas) como en grupos (cenobitas).
Hay muchas órdenes distintas dentro del clero regular, cada una de las cuales se rigen por una norma de conducta diferente. Asimismo, las órdenes se dividen en mendicantes y contemplativas. Los primeros viven en conventos urbanos, y predican el evangelio mediante la enseñanza y, en ocasiones, las obras. Los segundos se recluyen en monasterios rurales, y dedican su vida al estudio de la Biblia y autores canónicos.
Los miembros del clero regular son habitualmente denominados religiosos. Propiamente son clérigos solo si han recibido las órdenes sagradas, cosa que no se extiende a la mayor parte de sus miembros, a excepción de algunas órdenes (por ejemplo, los canónigos regulares como los premostratenses), y está excluida por principio en las órdenes y congregaciones femeninas (implicaría el sacerdocio femenino). A pesar de ello, se utiliza en ocasiones la expresión clero femenino y clero regular femenino, incluso en la bibliografía especializada, y es de uso común en historiografía. El Código de Derecho Canónico establece que la vida consagrada no es ni clerical ni laical.

### Carismas
Existen multitud de carismas o formas de vida religiosa dentro del catolicismo, habiéndose multiplicado desde el siglo XVI, en el que se solía hablar de órdenes religiosas, mientras que las fundadas a partir de entonces suelen llamarse congregaciones.

#### Órdenes religiosas
Son aquellas instituciones aprobadas por la Iglesia católica, en las cuales una parte de sus miembros, o todos, emiten votos solemnes. Se diferencian las órdenes monásticas de las mendicantes o conventuales, dependiendo si se integran (conventos) o no (monasterios) en un entorno urbano.

#### Congregaciones
A diferencia de las órdenes, solamente emiten votos simples.

### Los votos monásticos
Lo que distingue a un religioso de un seglar son los votos monásticos, promesas con las que se pretende acceder a una vía espiritual, a la salvación a través de la renuncia de placeres terrenales. Los votos son tres: pobreza, obediencia y castidad. Pretenden imitar, en el religioso, la vida de Jesucristo, según los consejos evangélicos.
Históricamente sirvieron para implicar extraordinariamente al monje en la sociedad feudal. La identificación entre clero y nobleza como privilegiados, y el papel clave de los votos, era evidente en el momento de su supresión durante la Revolución Francesa, y se explicitó en los debates de la Asamblea (decreto del 13 de febrero de 1790). Lo mismo ocurrió en el caso español.

## Budismo

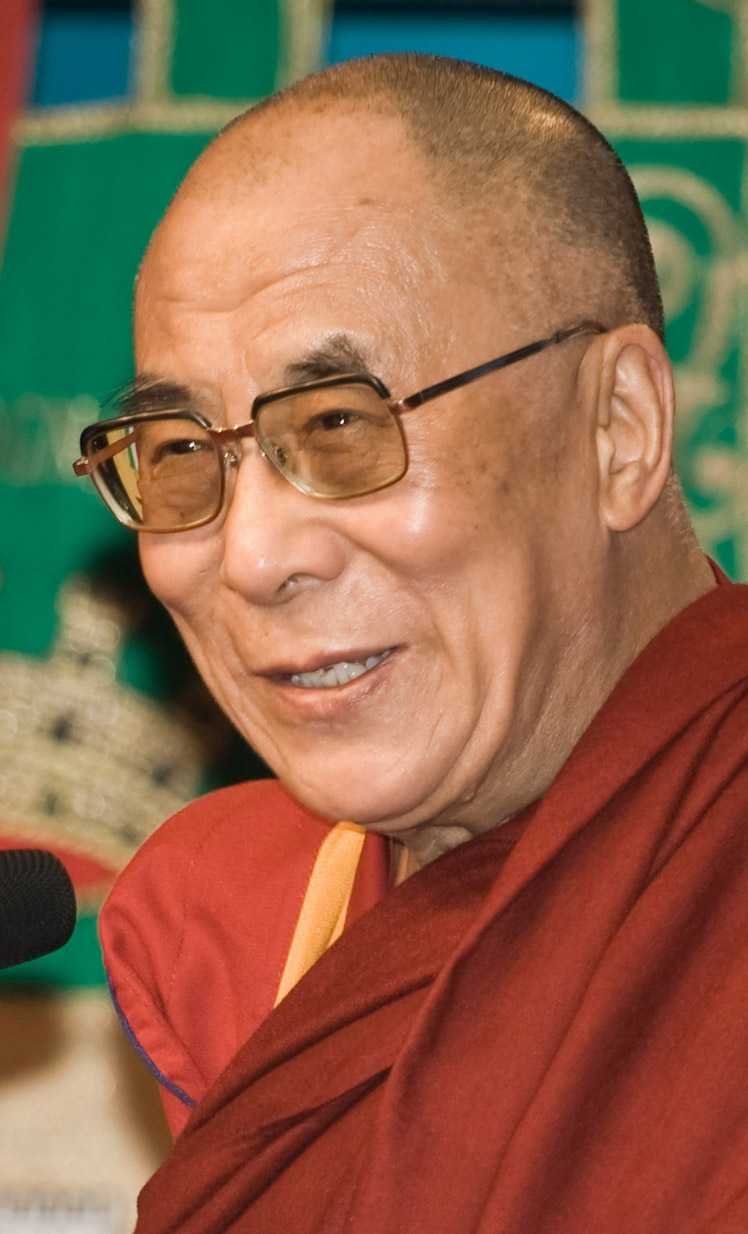
14.º Dalai Lama, Tenzin Gyatso en 2007

El clero budista suele denominarse colectivamente Sangha, y está formado por varias órdenes de monjes y monjas (originalmente llamados bhikshus y bhikshunis respectivamente). Esta diversidad de órdenes y estilos monásticos fue originalmente una comunidad fundada por Gautama Buda durante el siglo V a. C. que vivía bajo un conjunto común de reglas (llamado Vinaya). Según los registros de las escrituras, estos monjes y monjas célibes de la época de Buda llevaban una vida austera de meditación, viviendo como mendigos errantes durante nueve meses al año y permaneciendo en retiro durante la estación de lluvias (aunque esta condición unificada del Budismo presectario es cuestionada por algunos estudiosos). Sin embargo, a medida que el budismo se extendió geográficamente a lo largo del tiempo -encontrando diferentes culturas, respondiendo a nuevos entornos sociales, políticos y físicos-, esta forma única de monacato budista se diversificó. La interacción entre el budismo y el bon tibetano dio lugar a un budismo tibetano único, dentro del cual surgieron varias sectas, basadas en determinados linajes de maestros y alumnos. Del mismo modo, la interacción entre los monjes budistas indios (en particular de la escuela Madhyamika del sur) y los monjes confucianos y taoístas chinos de c200-c900 d. C. produjo el característico Ch'an. Ch'an]]. El Ch'an, al igual que el estilo tibetano, se diversificó en varias sectas basadas en el estilo de transmisión de ciertos maestros (uno de los más conocidos es el estilo de "iluminación rápida" de Linji Yixuan), así como en respuesta a acontecimientos políticos concretos como la Rebelión de An Lushan y las persecuciones budistas del Emperador Wuzong. De este modo, se introdujo el trabajo manual en una práctica en la que originalmente los monjes sobrevivían de las limosnas; se añadieron capas de vestimentas donde originalmente bastaba con una sola túnica fina; etc. Esta adaptación de la forma y las funciones de la práctica monástica budista continuó tras la transmisión a Japón. Por ejemplo, los monjes asumieron funciones administrativas para el Emperador en determinadas comunidades seculares (registro de nacimientos, matrimonios, defunciones), creando así "sacerdotes" budistas. De nuevo, en respuesta a varios intentos históricos de suprimir el budismo (el más reciente durante la Era Meiji), se relajó la práctica del celibato y se permitió a los monjes japoneses casarse.  Esta forma se transmitió después a Corea, durante la posterior ocupación japonesa, donde hoy en día existen monjes célibes y no célibes en las mismas sectas. (En el Tíbet también pueden observarse pautas similares durante varios periodos históricos en los que han coexistido múltiples formas de monasticismo, como los lamas "ngagpa", y épocas en las que se relajó el celibato). A medida que estos variados estilos de monacato budista se transmiten a las culturas occidentales, se crean aún más formas nuevas.
En general, las escuelas Mahayana de budismo tienden a adaptarse mejor a la cultura y a innovar en las formas, mientras que las escuelas Theravada (la forma que se practica generalmente en Tailandia, Birmania, Camboya y Sri Lanka) tienden a adoptar una visión mucho más conservadora de la vida monástica, y siguen observando preceptos que prohíben a los monjes tocar a las mujeres o trabajar en determinadas funciones seculares. Esta gran diferencia de planteamientos provocó un importante cisma entre los monjes budistas hacia el siglo IV a. C., que dio lugar a las Primeras escuelas budistas. Aunque los linajes monásticos femeninos (bhikkhuni) existieron en algún momento en la mayoría de los países budistas, los linajes Theravada del sudeste asiático se extinguieron durante los siglos XIV y XV d. C. Como se discute si el linaje de las bhikkhuni (en las formas más amplias del Vinaya) se transmitió al Tíbet, los seguidores estrictos del estilo Theravadan a veces cuestionan el estatus y el futuro del clero budista femenino en esta tradición. Algunas sectas Mahayana, sobre todo en Estados Unidos (como el Centro Zen de San Francisco) están trabajando para reconstruir las ramas femeninas de lo que consideran un linaje común y entrelazado.
La diversidad de tradiciones budistas hace difícil generalizar sobre el clero budista. En Estados Unidos, los sacerdotes de la Tierra Pura de la diáspora japonesa desempeñan un papel muy similar al de los ministros protestantes de la tradición cristiana. Mientras tanto, los monjes reclusos del bosque Theravada de Tailandia llevan una vida dedicada a la meditación y a la práctica de austeridades en pequeñas comunidades de la Tailandia rural, una vida muy diferente incluso a la de sus homólogos de la ciudad, que pueden dedicarse principalmente a la enseñanza, el estudio de las escrituras y la administración de la Sangha organizada a nivel nacional (y patrocinada por el gobierno). En las tradiciones Zen de China, Corea y Japón, el trabajo manual es una parte importante de la disciplina religiosa; mientras tanto, en la tradición Theravada, las prohibiciones de que los monjes trabajen como obreros y agricultores siguen siendo generalmente observadas.
Actualmente, en Norteamérica hay clérigos célibes y no célibes en diversas tradiciones budistas de todo el mundo. En algunos casos son monjes de la tradición Theravada que viven en el bosque y en otros son clérigos casados de un linaje Zen japonés y pueden tener un trabajo secular además de su papel en la comunidad budista. También existe una conciencia cada vez mayor de que la formación tradicional en rituales y meditación, así como en filosofía, puede no ser suficiente para satisfacer las necesidades y expectativas de los laicos estadounidenses.